# Xã South Mahoning, Quận Indiana, Pennsylvania
Xã South Mahoning (tiếng Anh: South Mahoning Township) là một xã thuộc quận Indiana, tiểu bang Pennsylvania, Hoa Kỳ. Năm 2010, dân số của xã này là 1.841 người.